# Deorlaf
Deorlaf († zwischen 884 und 888) war Bischof von Hereford. Er wurde zwischen 857 und 866 zum Bischof geweiht und trat sein Amt im gleichen Zeitraum an. Er starb zwischen 884 und 888.